# Vesszős füzény

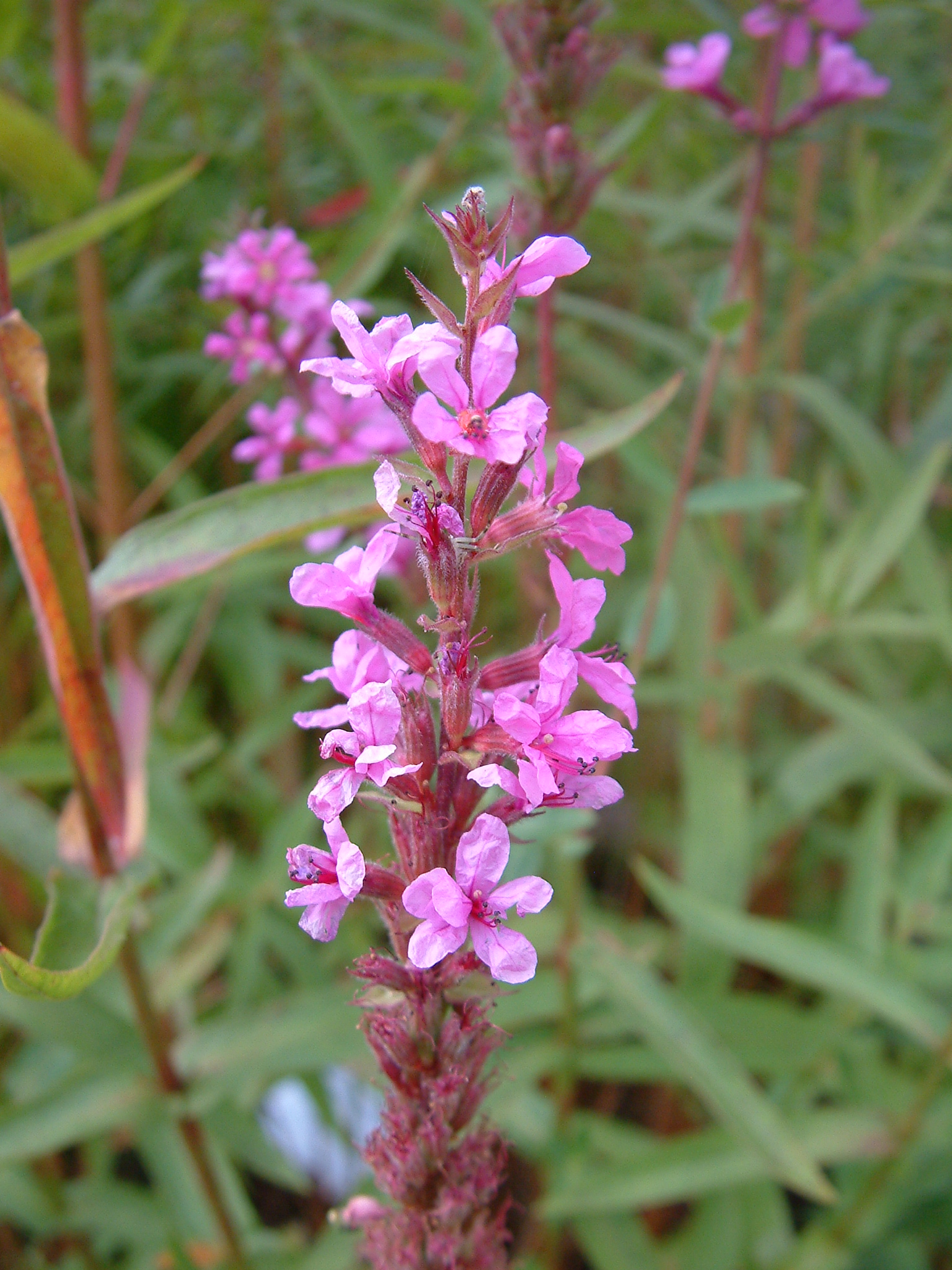
Vesszős füzény virága

A vesszős füzény (Lythrum virgatum) a füzény növénynemzetség egyik, a Kárpát-medencében is élő faja.

## Élőhelye, életmódja
Többnyire a réti füzénnyel együtt található meg (például az ártéri és mocsári magaskórósokon), de annál jóval ritkább. Vízigényesebb a réti füzénynél, ezért jellegzetes növénytársulásaink közül a harmatkásás sziki réteken és az ecsetpázsitos sziki réteken anélkül fordul elő.
A napos vagy félárnyékos helyeket kedveli. Ciklámenszínű virágai a nyár végén nyílnak. A füzényfajok többségéhez hasonlóan jó takarmányfű.

## Megjelenése
Jóval alacsonyabb termetű a réti füzénynél: a kifejlett növény magassága mindössze 30–50 cm. Levelei keskenyek, hosszúak, a szára kopasz. Virágzata viszonylag laza.